# Bernardino Batista
Bernardino Batista là một đô thị thuộc bang Paraíba, Brasil. Đô thị này có diện tích 50,628 km², dân số năm 2007 là 2818 người, mật độ 55,7 người/km².